# Karl Litzmann
Karl Litzmann, född 22 januari 1850 i Neuglobsow, provinsen Brandenburg, död där 28 maj 1936, var en tysk militär och nazistisk politiker.

## Biografi

### Familj och uppväxt
Släkten Litzmann härstammar från trakten kring Neuruppin sedan 1500-talet och flera medlemmar av släkten var rådsmedlemmar, bland dessa Berlins borgmästare Caspar Litzmann (borgmästare från 1695) och Johann Joachim Litzmann (borgmästare 1709–1712). Karl Litzmanns far ägde en glashytta och skogsegendom i Neuglobsow vid Grosser Stechlinsee, och det var faderns berättelser om Stechlinsee för författaren Theodor Fontane som gav inspiration till Fontanes sista roman, Der Stechlin. 
Litzmanns son Karl-Siegmund Litzmann gjorde liksom sin far karriär inom NSDAP och Sturmabteilung och utsågs 1941 till generalkommissarie för Estland. Hans barnbarn Walter Lehwess-Litzmann gjorde karriär inom Luftwaffe och Östtysklands flygvapen. Ett syskonbarnbarn, Ursula Litzmann, blev känd fotograf.

### Militär karriär
Litzmann blev officer vid ingenjörsvapnet 1868, deltog i tysk-franska kriget 1870–1871 och tjänstgjorde därefter i generalstaben. År 1896 blev han överste och regementschef, 1898 generalmajor, 1901 generallöjtnant och var 1902–1905 chef för krigsakademin innan han 1905 tvingades pensionera sig på grund av meningsskiljaktigheter inom generalstaben. Litzmann inkallades åter vid första världskrigets utbrott i tjänst och blev chef för 3:e gardesinfanteridivisionen. Med denna genombröt han den 22–24 november 1914 den ryska linjen vid Brzeziny, varvid 25:e reservkåren under Reinhard von Scheffer-Boyadel kunde räddas och vidare ryska framstötar mot Posen avvärjas. För denna insats tilldelades han Pour le Mérite. Litzmann blev i december samma år general av infanteriet och chef för 40:e reservkåren, deltog i striderna på östfronten 1915–1917. 1915 erhöll han Pour le Mérite med eklöv för sina insatser på östfronten och erövringen av Kownos fästning och erbjöds även ett adelskap av kejsar Vilhelm II, men avböjde. Han deltog även i striderna i Flandern 1918.

### Motståndare till Weimarrepubliken
Litzmann chockades av det tyska nederlaget och Versaillesfredens villkor, och anslöt sig till den nationalistiska högern som motsatte sig Weimarrepubliken. Han förklarade i sina memoarer (Lebenserinnerungen, 1927–1928) att han ansåg det parlamentariska systemet vara ett misslyckande, och att en nationell pånyttfödelse i "Bismarcks anda" var nödvändig.  En ny ledare skulle träda fram och rädda det tyska folket ur dess nöd och återupprätta det Tyska kejsardömet. Han kom därefter att ansluta sig till SA och blev 1929 medlem i nazistpartiet. Litzmann hade ett högt anseende bland högersympatisörer genom sina krigsmeriter och höll uppmärksammade kampanjtal för NSDAP.
År 1932 valdes han först till ledamot av Preussens lantdag och i november samma år till riksdagsledamot för Nationalsocialistiska tyska arbetarepartiet (NSDAP) och som 82-åring även riksdagens ålderspresident. 
I sitt tal som ordförande vid Riksdagens öppnande 6 december 1932 anklagade han rikspresidenten Paul von Hindenburg för att "inte se sakernas tillstånd i Tyskland klart", och krävde att Adolf Hitler skulle utnämnas till Tysklands rikskansler. Redan den 15 december 1932 lade han åter ned sitt mandat och var i fortsättningen endast medlem av den preussiska lantdagen. Vid riksdagsvalet 5 mars 1933 valdes han åter in men lade ned sitt riksdagsmandat redan 2 april. I det NSDAP-kontrollerade riksdagsvalet i november 1933 valdes han in i Riksdagen en tredje gång, och behöll då sitt mandat fram till sin död 1936.
Från juli 1933 var han medlem av det av Hermann Göring kontrollerade preussiska statsrådet. Litzmann tillhörde Hitlers lojala krets, vilket bland annat visade sig genom att Litzmann tillhörde Hitlers följe när Hitler visade sig offentligt 2 juli 1934, dagen efter de Långa knivarnas natt.

## Verk
Litzmann författade bland annat Beiträge zur taktischen Ausbildung unserer Offiziere (4 band, 1893–1905, svensk översättning 1899–1905) och Lebenserinnerungen (2 band, 1927–1929).

## Utmärkelser
Litzmann erhöll vid sin död 1936 en statsbegravning i Neuglobsow.
År 1939 bytte Nazityskland namn på Łódź till Litzmannstadt, ett namn som föll ur bruk efter att den tyska ockupationen avslutades.
Litzmann blev hedersmedborgare i Neuruppin, men detta kom sedermera att återkallas postumt 2007. Friedrichs-Realgymnasium i Kreuzberg i Berlin, där Litzmann 1866 tog sin studentexamen, var uppkallat efter honom från 1938, men fick efter andra världskriget istället namnet Leibniz-Schule.